# San Tirso
San Tirso ist eines von 11 Parroquias in der Gemeinde Candamo der Autonomen Region Asturien in Spanien.
Durch das Parroquia fließt der Rio Nalon, einer der wichtigsten Flüsse im nordspanischen Raum.
Das Parroquia ist seit alters her geprägt durch die Viehwirtschaft.
Über die AS-235, 237 und die Stationen der  FEVE ist San Tirso aus allen Richtungen gut erreichbar.

## Sehenswürdigkeiten
- Pfarrkirche Santa María von 1073
- Palacio de Casares
- Kirche San Tirso aus dem 18. Jahrhundert

## Feste
- 22. August – Kirchweih Fiesta de La Sacramental

## Dörfer und Weiler in der Parroquia
- Otero – 33 Einwohner 2011 – 43° 26′ 40″ N, 6° 6′ 33″ W
- Villa – 17 Einwohner 2011 – 43° 27′ 6″ N, 6° 6′ 28″ W
- San Tirso – 103 Einwohner 2011 – 43° 27′ 1″ N, 6° 5′ 54″ W